# Helsingør Skibsværft og Maskinbyggeri
Helsingør Skibsværft og Maskinbyggeri A/S var et af Danmarks store skibsværfter, grundlagt den 1. marts 1882 som A/S Helsingør Jærnskibs- og Maskinbyggeri af M.C. Holm (1827-1892) fra Rederiet Norden. Værftet nåede lige akkurat at fylde 100 år, inden det lukkede i 1983. Nogle af de gamle værftsbygninger er nu omdannet til Kulturværftet.

## Begyndelsen
Den oprindelige aktiekapital var på 1,6 millioner kr. Der blev anlagt tre byggebeddinger og en tørdok, hver på mere end 100 meters længde, samt en lang række skibsbygnings- og maskinværksteder med moderne værktøjsmaskiner, kraner, støberier, administrationsbygninger og egen dampkraftcentral. Værftets første bygninger blev tegnet af J.E. Gnudtzmann. Det første skib fra værftet blev søsat på grundlovsdag 1883 og blev døbt Helsingør. Den første direktør var Vilhelm Dyhr, mens grundlæggeren blev bestyrelsesformand.
De første års konjunkturer var ikke gunstige for skibsværftet, så M.C. Holm overtog ledelsen og bestilte selv to skibe. I 1889 havde situationen imidlertid ændret sig til det bedre, antallet af ansatte oversteg nu 1.000 og virksomheden kunne udbetale udbytte til sine aktionærer.
M.C. Holm døde i 1892 og blev efterfulgt som bestyrelsesformand af skibsbygger Christian Rohmann, som var ejer af et af Helsingørs to træskibsværfter. S.C.W. Bindesbøll blev efter Holms instrukser ny direktør. I 1896 var efterspørgslen på reparationsordrer stigende, hvorfor værftet købte den gamle patentophalerbedding, som var blevet anlagt af byens træskibsværfter i 1863. Der blev desuden konstrueret en ny tørdok, så værftet fik mulighed for at dokke skibe op til 112 meters længde. Samtidig blev aktiekapitalen forøget til 2,1 millioner kr.
Efter århundredskiftet satte en ny stagnation ind omkring 1907, men værftet agerede fremsynet ved at påbegynde tre nye skibsprojekter for egen regning. Det fastholdt arbejdsstyrken, og det lykkedes at afhænde skibene. Værftet havde dog underskud i årene frem til 1911, hvor ordrene på nybygninger igen begyndte at strømme.
I 1913 blev værftets aktiemajoritet overtaget af et konsortium med deltagelse af Burmeister & Wain og DFDS. Repræsentanter for disse kom i bestyrelsen. Værftet fortsatte dog som helt selvstændig enhed. I 1916 solgte B&W sin aktieandel til DFDS. Krigskonjunkturerne under 1. verdenskrig gavnede virksomheden, der dog havde svært ved at skaffe materialer i nødvendigt omfang.

## Udvidelser
1920'erne og 1930'erne blev præget af større moderniseringer på værftet. Der blev opført et moderne skibsbygningsværksted i jernbeton i to etager (1924-25), en ny ophalerbedding (1928), der kunne håndtere skibe op til ca. 4.000 tons dødvægt samt en bygning for tømrer-, snedker og malerværksteder (1932). Værftet erhvervede desuden i 1933 nye arealer ved Allégade og Grønnehavevej, hvor der blev etableret en tømmerplads og senere et nyt modelsnedkerværksted med lager samt et turbineværksted. På dette tidspunkt havde maskinafdelingen fået patent på en ny spildedampturbine, og med stor succes blev der frem til 1960 leveret ikke færre end 60 anlæg af denne art, indtil dampmaskinen efterhånden blev helt fortrængt af dieselmotorer. I 1935 opnåede værftet en licensaftale med B&W, som satte værftet i Helsingør i stand til at bygge egne dieselmotorer. Det første skib med dieselmotor af værftets egen konstruktion blev søsat i 1937 og var passagerskibet Kronprins Olav, der kom i tjeneste hos DFDS. På dette tidspunkt havde værftet specialiseret sig inden for køle- og frugtskibe samt passagerskibe. I slutningen af 1930'erne havde værftet ca. 2.500 ansatte.
Besættelsen satte stort set en stopper for tilførslen af materialer, der normalt kom fra England. Værnemagten opretholdt dog en begrænset aktivitet på værftet i krigsårene.

## Storhedstiden i efterkrigsårene
I efterkrigstiden fik Helsingør Skibsværft og Maskinbyggeri andel i Marshallhjælpen. Perioden var en opgangstid for virksomheden, der i 1957 kom op på 3.600 ansatte og i samme tiår overtog aktiemajoriteten i Aarhus Flydedok, der fortsatte som datterselskab. Byggebeddingerne blev i 1953 forlænget, så der nu kunne bygges fragtskibe på op til ca. 14.000 tons. Samtidig blev den gamle dok udskiftet, så det kunne lade sig gøre at dokke skibe på op til 150 meters længde. Værftets aktiekapital blev samtidig udvidet fra 8,4 til 12,6 millioner kroner.
På den tekniske front lancerede værftet i 1954 en gasturbine, der dannede grundlag for værftets turboladere. Det første skib med disse turboladere installeret var fragtskibet Abelone Vendila. Derudover foregik der en omlægning af værftets produktion som følge af overgangen fra nitning til svejsning.
Maskinafdelingen fik i dette tiår store opgaver, bl.a. reaktorindkapslingen på Forskningscenter Risø samt store kedelanlæg til Asnæsværket og Svanemølleværket.

## Skærpet konkurrence og lukning
I 1964 blev rederiet J. Lauritzen medejer af aktiemajoriteten, hvor DFDS fortsat var den anden store aktionær. Fire år senere indgik værftet et samarbejde med værfterne i Aalborg, Frederikshavn og Aarhus, som resulterede i koordineringsselskabet DAN-Værft A/S. På dette tidspunkt stod det klart, at den danske værftsindustri ikke længere konkurrerede indbyrdes, men derimod med udenlandske værfter.
Efter en længere nedgangsperiode i 1970'erne noterede værftet i 1980 et underskud på 23 millioner kr og året efter et underskud på 132 millioner kr. I 1982 kunne bestyrelsesformand i Lauritzen-koncernen, Aksel Drejet på selskabets generalforsamling meddele, at nybygningsafdelingen på værftet skulle lukke efter et tab uden sidestykke i dansk værftshistorie. Helsingør Skibsværft og Maskinbyggeri A/S lukkede i 1983 med en negativ egenkapital på 135 millioner kroner. Reparationsafdelingen blev videreført i Frederikshavn under navnet HV-Turbo.

## Direktører
Denne liste er ufuldstændig; hjælp gerne med at udfylde den.
- 1882-1887 Vilhelm Dyhr
- 1887-1892 M.C. Holm
- 1892-1913 S.C.W. Bindesbøll
- 1913-1921 J.J. Lundgaard
- 1921-1925 Christian Andersen
- 1925- H.P Christensen
- 1963-først i 1970’erne Hans Christian Steffensen
- H.J. Esmann Olesen

## Bestyrelsesformænd
Denne liste er ufuldstændig; hjælp gerne med at udfylde den.
- 1895-1910: Philip Rosenstand, borgmester

### Andre kendte bestyrelsesmedlemmer
- 1891-1908: Harald Høst, byfoged

## Kendte skibe bygget af Helsingør Skibsværft og Maskinbyggeri

### ForForsvaret
Denne liste er ufuldstændig; hjælp gerne med at udfylde den.
- Peder Skram-klassen: Fregatterne F352 Peder Skram og F353 Herluf Trolle (1965)

### ForDSB
- D/F Orehoved (1916, Senere Kärnan 1950, Senior 1970, ophugget 1971)
- D/F Danmark (1922, ophugget 1968)
- M/F Korsør (1927, ophugget 1981)
- M/F Sjælland (1933,ophugget 2016)
- M/F Freia (1936, kun udrustning, skrog udført af Aalborg Værft, ombygget til casino)
- M/F Storebælt (1939, ophugget 1984)
- M/F Dronning Ingrid (1950, fra 1979 M/F Sjælland, restaurantskib i England under navnet Princess Selandia)
- M/F Kong Frederik IX (1954, ophugget 2005)
- M/F Helsingør (1955, bevidst sænket ud for Gozo, Malta 1999)
- M/F Halsskov (1956)
- M/F Prinsesse Benedikte (1959, ophugget 2001)
- M/F Knudshoved (1961, ophugget 1998)
- M/F Sprogø (1962, ophugget 2004)
- M/F Arveprins Knud (1963, ophugget 2004)
- M/F Danmark (1968, ophugget 1999)
- M/F Romsø (1973, ophugget 2006)
- M/F Dronning Ingrid (1980)

### ForDet Forenede Dampskibs-Selskab
- M/S C.F. Tietgen (1928, ophugget 1970)
- M/S Kronprins Olav (1937, ophugget 1986)
- M/S Hans Broge (1939, ophugget 1983)
- M/S Kronprins Frederik (1941, sunket 1976)
- M/S Kronprinsesse Ingrid (1949, ophugget 1985)
- M/S Jens Bang (1950, ophugget 1984)
- M/S H.P. Prior (1950, ophugget 1981)
- M/S Brasilien (1954, ophugget ?)
- M/S Prinsesse Margrethe (1957, ophugget 1987)
- M/S England (1964, sunket 2001)
- M/S Akershus (1965, sunket 1989)

### ForØstasiatisk Kompagni
- Christianssted (1904, nr. 100, senere Chutatutch, bombet ud for Japan 16. juni 1945)

### ForRederiet Ove Skou
- Dorit Skou (1968, ophugget 2003)
- Dolly Skou (1974, ophugget 2003)
- Dorthe Skou
- Dagny Skou

### Andre skibe
- M/S Ariel (1970) for Finska Ångfartygs A/B, Helsingfors
- Golden Odyssey (1974) for Royal Cruise Line, Piræus
- M/F Mette Mols (1975), Mols-Linien A/S, Ebeltoft.
- M/F Maren Mols (1975), Mols-Linien A/S, Odden Færgehavn.
- Qadisiyah Saddam (1981)
- Prince Abdulaziz (1984)